# Galfingue
Galfingue is een gemeente in het Franse departement Haut-Rhin in de regio Grand Est en telt 561 inwoners (1999).
De gemeente maakt deel uit van het arrondissement Mulhouse en sinds 22 maart 2015, toen het kanton Mulhouse-Sud waar Galfingue deel van uitmaakte werd opgeheven, van het kanton Kingersheim.

## Geografie
De oppervlakte van Galfingue bedraagt 5,4 km², de bevolkingsdichtheid is 103,9 inwoners per km².
De onderstaande kaart toont de ligging van Galfingue met de belangrijkste infrastructuur en aangrenzende gemeenten.

## Demografie
Onderstaande figuur toont het verloop van het inwonertal (bron: INSEE-tellingen).